# Diplomatarium
Diplomatarium är en tryckt (eller handskriven) samling av medeltidsbrev.
Namnet kommer av diplom (grekiska: diplos δίπλωμα =dubbel) (plural diplomata) vars ursprungliga (medeltidslatinska) betydelse är något (pergament, papper) som är vikt en gång eller fördubbla. Ordet fick snart en utvidgad användning även för öppna brev av större vikt till exempel, respass, ackreditiv. Ordet kan användas synonymt med ordet medeltidsbrev. Från detta ord härleds den nutida användningen för intyg om genomgången utbildning, examina etcetera.
Ett diplomatarium kan innehålla urkunder som berör riken, regioner eller olika kyrkliga institutioner. I äldre tid (främst på 16- och 1700-talen) samlade privatpersoner avskrifter av brevtexter i handskrivna diplomatarier. Numera används termen främst om de tryckta nationella diplomatarierna. 

## Svenskt Diplomatarium
När det gäller Sverige trycks bevarade medeltidsurkunder i serien Svenskt Diplomatarium (det senaste häftet avser år 1380 och utkom 2017).

## Andra länders diplomatarier

### Norge
Det norska diplomatariet Diplomatarium Norvegicum (DN) följer en annan metod än det svenska och danska. I stället för att samla in och publicera breven i åldersordning har man där i varje enskilt band publicerat diplom från ett visst arkiv eller diplom rörande ett visst ämne (så innehåller band 19 och 20 aktstycken rörande Norges förbindelse med de brittiska öarna). Genom denna enklare metod var det mesta publicerat år 1920, då band 20 utkom. Verket låg sedan nere tills man gav ut band 21 år 1976, band 22 1995 och band 23 i december 2011. Det finns material för ytterligare några band. 
Christian C.A. Lange och Carl Richard Unger började utgivningen 1847 och Henrik Jørgen Huitfeldt-Kaas fortsatte till sin död 1905. Målet är att publicera alla diplom från början fram till cirka år 1570.

Band 1-21 som innehåller cirka 18 000 brev är digitaliserade och tillgängliga på nätet via Dokumentasjonsprosjektet ved Universitetet i Oslo. 
Eftersom varje band kan innehålla diplom från hela tiden fram till 1570, har verket varit svårhanterligt. Användningen har underlättats genom digitaliseringen samt genom utvecklandet av Regesta Norvegica, som består av kortfattade referat av alla diplom i NS i kronologisk ordning. Band 10 som täcker tiden 1420-1430 gavs ut år 2015.

### Danmark
I det danska riksarkivet förvaras en stor handskriven urkundssamling, det så kallade Langebeks diplomatarium. 1894 började, under ledning av Kristian Erslev, utgivningen av Repertorium diplomaticum regni danici medicevalis, en förteckning över Danmarks brev från medeltiden med utdrag av hittills otryckta brev. Man avsåg att inkludera urkunder till och med 1450, varav banden I, II och III, 1-3 utkommit för 1910. Därjämte har man börjat ge ut urkundspublikationer av mera speciellt innehåll. 1901 utkom Testamenter fra Danmarks middelalder indtil 1450, utgivna, av Erslev. 1904 började utgivningen av Acta pontificum Danica. Pavelige aktstykker vedrörende Danmark 1316-1536, utgivna av Laust Moltesen. Från något äldre tider har man Diplomatarium Christierni primi (1856) och Kjöbenhavns Diplomatarium (I-VIII med register, 1872-87), utgivet av Oluf Nielsen, med flera. Sedan många år utges samtliga danska medeltidsbrev i serien Diplomatarium Danicum, med en parallell översättningsserie, Danmarks Riges Breve. Det tryckta bokverket avslutades med år 1400, men serien fortsätter numer i en digital version.

### Island
På Island utger isländska litteratursällskapet Diplomatarium Islandicum (Islenzkt forn-bréfasafn), varav första bandet (1857-76, innehållande 160 handlingar från tiden före den isländska fristatens undergång) redigerades av Jón Sigurðsson (1811–1879) och de följande av Jón Þorkelsson Forni (7:e bandets tredje häfte 1905).

### Finland
I Finland har genom Reinhold Hausen verket Finlands medeltidsurkunder utgivits i åtta volymer. Verket innehåller brev rörande den finska delen av det medeltida svenska riket.

### Utanför Norden
Utanför de nordiska länderna användes vanligen i stället för termen diplomatarium namnen codex diplomaticus, urkundenbuch, cartulaire eller liknande. Många sådana samlingar i de länder, med vilka Sverige tidigt hade kontakter med, är naturligtvis av betydelse för den svenska historieforskningen, exempelvis de stora lybska, brandenburgska, de från Livland, Estland och Kurland, hanseatiska, mecklenburgska, de från Schleswig-Holstein, Lauenburg med flera.